# Eccellenza Veneto 2010-2011

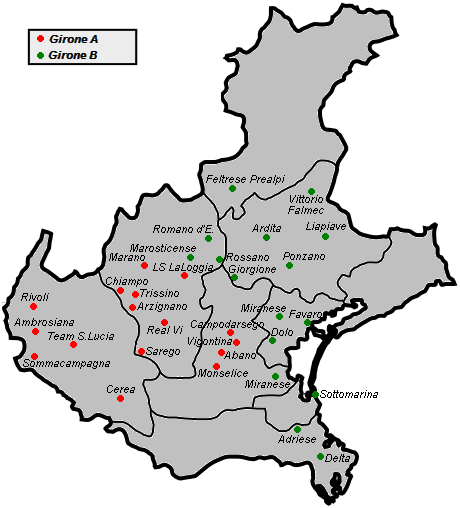
Distribuzione geografica delle squadre dell'Eccellenza Veneta 2010/11.

Il campionato italiano di calcio di Eccellenza regionale 2010-2011 è stato il ventesimo organizzato in Italia. Rappresenta il sesto livello del calcio italiano.
Questi sono i gironi organizzati dal comitato regionale della regione Veneto.

## Stagione
Il campionato di Eccellenza Veneto è composto da 32 squadre divise in due gironi da 16 (sud-ovest, nord-est). Vi partecipano le 23 squadre salvatesi la precedente stagione, 1 retrocessa dalla Serie D (Adriese), 8 promosse dalla Promozione Veneto (Sarego, Chiampo, Delta, Vittorio FSM Colle, più Campodarsego, Elleesse La Loggia C., Rivoli e Favaro semifinaliste ai play-off).

## Girone A

### Squadre partecipanti
| Squadra                             | Città (provincia)                  |
| ----------------------------------- | ---------------------------------- |
| A.C. Abano                          | Abano Terme (PD)                   |
| A.C.D. Campodarsego                 | Campodarsego (PD)                  |
| G.S. Ambrosiana                     | Sant'Ambrogio di Valpolicella (VR) |
| A.S.D. Cerea                        | Cerea (VR)                         |
| U.S.D. Chiampo                      | Chiampo (VI)                       |
| U.S. Elleesse La Loggia Costruzioni | Schiavon (VI)                      |
| U.S.D. Garcia Moreno Arzignano      | Arzignano (VI)                     |
| A.C. Marano A.S.D.                  | Marano Vicentino (VI)              |
| A.C. M.M. Sarego A.S.D.             | Sarego (VI)                        |
| A.S.D. Calcio Monselice 1926        | Monselice (PD)                     |
| Real Vicenza                        | Vicenza (VI)                       |
| A.C. Rivoli                         | Rivoli Veronese (VR)               |
| A.C. Somma Calcio                   | Sommacampagna (VR)                 |
| S.S.D. Vigontina Calcio             | Vigonza (PD)                       |
| A.C.D. Team Santa Lucia Golosine    | Verona (VR)                        |
| A.C.D. Trissino                     | Trissino (VI)                      |

### Classifica finale
|  | Pos. | Squadra                 | Pt | G  | V  | N  | P  | GF | GS | DR  |
|  | ---- | ----------------------- | -- | -- | -- | -- | -- | -- | -- | --- |
|  | 1.   | M.M. Sarego             | 63 | 30 | 19 | 6  | 5  | 46 | 24 | +22 |
|  | 2.   | Cerea                   | 55 | 30 | 15 | 10 | 5  | 48 | 28 | +20 |
|  | 3.   | Real Vicenza            | 52 | 30 | 15 | 7  | 8  | 48 | 31 | +17 |
|  | 4.   | Monselice               | 50 | 30 | 12 | 14 | 4  | 39 | 32 | +7  |
|  | 5.   | Abano                   | 47 | 30 | 13 | 8  | 9  | 48 | 37 | +11 |
|  | 6.   | Trissino                | 44 | 30 | 10 | 14 | 6  | 44 | 35 | +9  |
|  | 7.   | Ambrosiana              | 44 | 30 | 12 | 8  | 10 | 34 | 31 | +3  |
|  | 8.   | Campodarsego            | 41 | 30 | 10 | 11 | 9  | 39 | 39 | 0   |
|  | 9.   | Marano                  | 40 | 30 | 10 | 10 | 10 | 31 | 26 | +5  |
|  | 10.  | Team S. Lucia Golosine  | 37 | 30 | 8  | 13 | 9  | 27 | 26 | +1  |
|  | 11.  | Rivoli                  | 33 | 30 | 7  | 12 | 11 | 29 | 40 | -11 |
|  | 12.  | Somma                   | 32 | 30 | 8  | 8  | 14 | 25 | 45 | -20 |
|  | 13.  | Garcia Moreno Arzignano | 30 | 30 | 7  | 9  | 14 | 32 | 39 | -7  |
|  | 14.  | Vigontina               | 29 | 30 | 7  | 8  | 15 | 26 | 43 | -17 |
|  | 15.  | Chiampo                 | 25 | 30 | 6  | 7  | 17 | 18 | 33 | -15 |
|  | 16.  | Elleesse La Loggia C.   | 21 | 30 | 4  | 9  | 17 | 20 | 45 | -25 |

### Spareggi

#### Play-out
| Squadra 1 | Totale | Squadra 2               | Andata | Ritorno |
| --------- | ------ | ----------------------- | ------ | ------- |
| Chiampo   | 0 - 2  | Somma                   | 0 - 1  | 0 - 1   |
| Vigontina | 2 - 1  | Garcia Moreno Arzignano | 0 - 0  | 2 - 1   |

##### Andata
| Chiampo 22 maggio 2011 | Chiampo | 0 – 1 | Somma |  |

| Vigonza 22 maggio 2011 | Vigontina | 0 – 0 | Garcia Moreno Arzignano |  |

##### Ritorno
| Sommacampagna 29 maggio 2011 | Somma | 1 – 0 | Chiampo |  |

| Arzignano 29 maggio 2011 | Garcia Moreno Arzignano | 1 – 2 | Vigontina |  |

#### Record
- Maggior numero di vittorie:
- Minor numero di sconfitte:
- Migliore attacco:
- Miglior difesa:
- Miglior differenza reti:
- Maggior numero di pareggi:
- Minor numero di pareggi:
- Maggior numero di sconfitte:
- Minor numero di vittorie:
- Peggiore attacco:
- Peggior difesa:
- Peggior differenza reti:
- Partita con più reti:

## Girone B

### Squadre partecipanti
| Squadra                           | Città (provincia)            |
| --------------------------------- | ---------------------------- |
| U.S. Adriese                      | Adria (RO)                   |
| U.S. Ardita                       | Moriago della Battaglia (TV) |
| U.S. Delta 2000                   | Porto Tolle (RO)             |
| F.C.D. Dolo Riviera Del Brenta    | Dolo (VE)                    |
| A.S.D. Favaro 1948                | Venezia (VE)                 |
| U.S. Feltreseprealpi              | Feltre (BL)                  |
| A.S. Giorgione Calcio 2000        | Castelfranco Veneto (TV)     |
| A.S.D. Liapiave                   | San Polo di Piave (TV)       |
| U.S. Marosticense                 | Marostica (VI)               |
| U.S.D. Miranese                   | Mirano (VE)                  |
| A.S.D. Piovese Calcio 1919        | Piove di Sacco (PV)          |
| U.S. Ponzano Calcio               | Ponzano Veneto (TV)          |
| A.C.D. Romano d'Ezzelino          | Romano d'Ezzelino (VI)       |
| U.S. Rossano 2004 A.S.D.          | Rossano Veneto (VI)          |
| A.S.D. Sottomarina Lido Calcio    | Sottomarina di Chioggia (VE) |
| A.S.D. Vittorio Falmec S.M. Colle | Vittorio Veneto (TV)         |

### Classifica finale
|  | Pos. | Squadra           | Pt | G  | V  | N  | P  | GF | GS | DR  |
|  | ---- | ----------------- | -- | -- | -- | -- | -- | -- | -- | --- |
|  | 1.   | Delta 2000        | 70 | 30 | 20 | 10 | 0  | 58 | 21 | +37 |
|  | 2.   | Giorgione         | 55 | 30 | 14 | 13 | 3  | 38 | 22 | +16 |
|  | 3.   | Ardita            | 49 | 30 | 13 | 10 | 7  | 36 | 24 | +12 |
|  | 4.   | Ponzano           | 48 | 30 | 13 | 9  | 8  | 36 | 26 | +10 |
|  | 5.   | Sottomarina Lido  | 46 | 30 | 12 | 10 | 8  | 45 | 34 | +11 |
|  | 6.   | Vittorio SMC      | 44 | 30 | 12 | 8  | 10 | 42 | 31 | +11 |
|  | 7.   | Miranese          | 44 | 30 | 10 | 14 | 6  | 28 | 21 | +7  |
|  | 8.   | Piovese           | 43 | 30 | 10 | 13 | 7  | 37 | 34 | +3  |
|  | 9.   | Feltreseprealpi   | 41 | 30 | 9  | 14 | 7  | 38 | 29 | +9  |
|  | 10.  | Liapiave          | 40 | 30 | 10 | 10 | 10 | 38 | 32 | +6  |
|  | 11.  | Favaro            | 33 | 30 | 8  | 9  | 13 | 24 | 38 | -14 |
|  | 12.  | Dolo              | 30 | 30 | 7  | 9  | 14 | 31 | 42 | -11 |
|  | 13.  | Romano D'Ezzelino | 26 | 30 | 5  | 11 | 14 | 18 | 28 | -10 |
|  | 14.  | Marosticense      | 25 | 30 | 5  | 10 | 15 | 24 | 43 | -19 |
|  | 15.  | Rossano           | 22 | 30 | 4  | 10 | 16 | 20 | 49 | -29 |
|  | 16.  | Adriese           | 19 | 30 | 3  | 10 | 17 | 20 | 59 | -39 |

### Spareggi

#### Play-out
| Squadra 1    | Totale | Squadra 2         | Andata | Ritorno |
| ------------ | ------ | ----------------- | ------ | ------- |
| Rossano      | 1 - 2  | Dolo              | 0 - 1  | 1 - 1   |
| Marosticense | 1 - 2  | Romano D'Ezzelino | 0 - 1  | 1 - 1   |

##### Andata
| Rossano Veneto 22 maggio 2011 | AC Rossano | 0 – 1 | Dolo |  |

| Marostica 22 maggio 2011 | Marosticense | 0 – 1 | Romano D'Ezzelino |  |

##### Ritorno
| Dolo 29 maggio 2011 | Dolo | 1 – 1 | AC Rossano |  |

| Romano d'Ezzelino 29 maggio 2011 | Romano D'Ezzelino | 1 – 1 | Marosticense |  |

#### Record
- Maggior numero di vittorie:
- Minor numero di sconfitte:
- Migliore attacco:
- Miglior difesa:
- Miglior differenza reti:
- Maggior numero di pareggi:
- Minor numero di pareggi:
- Maggior numero di sconfitte:
- Minor numero di vittorie:
- Peggiore attacco:
- Peggior difesa:
- Peggior differenza reti:
- Partita con più reti: